# Bifurcació sella-node
En el camp dels sistemes dinàmics i de la teoria de la bifurcació una bifurcació sella-node és una bifurcació local a on dos punts fixos (d'equilibri) d'un sistema dinàmic colisionen en un punt i llavors desapareix. Aquesta bifurcació tan esdevé en sistemes discrets com continus.
Si l'espai de fases té dimensió 1 llavors un dels punts d'equilibri és inestable (la sella), mentre que l'altre és estable (el node).

## Forma normal en el cas continu
En el cas d'una equació diferencial la bifurcació sella-node és:
{\displaystyle {\frac {dx}{dt}}=r+x^{2}}
a on {\displaystyle x} és la variable d'estat i {\displaystyle r} és el paràmetre de bifurcació.
- Si {\displaystyle r<0} llavors hi ha dos punts d'equilibri: {\displaystyle -{\sqrt {-r}}} 'es l'estable i {\displaystyle +{\sqrt {-r}}} és l'inestable.
- Quan {\displaystyle r=0} (el punt de bifurcació) només hi ha un punt d'equilibri. Per aquest valor el punt d'equilibri ja no és hiperbòlic.
- Si {\displaystyle r>0} no hi ha punts d'equilibri.[1]